# Edificio Tarbell
L'Edificio Tarbell è un edificio storico della cittadina di Marathon nello Stato di New York.

## Storia
L'edificio venne eretto nel 1885 su commissione di Gage E. Tarbell (1856-1936), un giovane di umili origini che fece fortuna diventando gioielliere, avvocato, promotore minerario e broker assicurativo, andando addirittura a ricoprire la carica di vicepresidente della Equitable Assurance Company. Tarbell commissionò inoltre altri edifici di pregio a Garden City, un sobborgo modello di Long Island ch'egli contribuì a sviluppare.
È iscritto nel registro nazionale dei luoghi storici dal 22 novembre del 2000.

## Descrizione
L'edificio di stile Regina Anna in mattone elevato su tre livelli occupa un lotto d'angolo nel centro di Marathon. Il piano terra presenta locali commerciali mentre i livelli superiori ospitano appartamenti e magazzini. Lungo il prospetto meridionale rimane esposta la fondazione rivestita in pietra, nella quale si aprono le finestre dello scantinato.